# Relations entre la France et le Niger
Les relations entre la France et le Niger désignent les relations diplomatiques bilatérales s'exerçant entre d'une part, la République française, État principalement européen, et de l'autre, la République du Niger, État africain.

## Histoire
La région correspondant au Niger actuel est conquise par les Français en 1890, la frontière franco-anglaise (ligne Say-Barroua), est reportée plus au nord par la Convention franco-britannique 1898. Trois missions françaises (Fourau-Lamy au Sahara, Voulet-Chanoine puis Joalland-Meynier par l'ouest, Émile Gentil à partir du royaume du Kongo), lancées cette même année, se rejoignirent en avril 1900 à Kousséri et y détruisirent les forces du chef Rabah, unissant l'ensemble des possessions françaises d'Afrique.
Conquête militaire française depuis 1900, le Niger malgré de nombreuses résistances est transformée en colonie le 13 octobre 1922, à l'intérieur de l'Afrique-Occidentale française, puis déclarée membre de la Communauté française en décembre 1958. Le pays obtient son indépendance le 3 août 1960.
Après l'indépendance, la France demeure le pays partenaire le plus important. Avec les États-Unis, la Banque mondiale et le FMI, la France est l'un des premiers donateurs d'aide au développement, qui finance une grande partie des dépenses publiques du pays. La langue officielle du Niger est le français. Le Niger est membre de l'Assemblée parlementaire de la francophonie de même que de l'Organisation internationale de la francophonie.
Dans les années 2010, la France, est alliée du Niger notamment dans le cadre de la lutte antidjihadiste et le développement. Elle y compte 1 500 soldats.
Après le coup d'État de 2023 au Niger, le 31 juillet, des milliers de manifestants se rassemblent et manifestent devant l'ambassade de France. Dans un communiqué publié par le ministère français des Affaires étrangères, il est annoncé que « compte tenu de la situation à Niamey, des violences contre notre ambassade avant-hier et du fait que l'espace aérien est fermé et que nos citoyens ne peuvent pas quitter le pays par leurs propres moyens, la France prépare l'évacuation de ses citoyens et des autres citoyens européens qui souhaitent quitter le pays ».
Le 25 août 2023, le régime militaire qui a pris le pouvoir à Niamey donne 48 heures à l’ambassadeur de France au Niger pour partir. Cette décision de la junte suit une série de déclarations et manifestations hostiles à la France depuis que l'armée nigérienne a renversé fin juillet le président élu Mohamed Bazoum.

## Période contemporaine

### Sur le plan économique
La France est le premier partenaire commercial du Niger à l'export. Stratégique dans les années 1970, l’uranium nigérien ne représente plus dans les années 2020 que 15 à 17 % des importations françaises. Le Niger importe de France des produits issus du secteur secondaire.
Orano Niger, division nigérienne de la multinationale française Orano, (ex-Areva) est le premier contributeur privé au budget nigérien. L’entreprise française est présente depuis 1971 au nord-ouest du pays, dans la région désertique de l’Aïr. En 2021, elle y a extrait 1 996 tonnes d’uranium métal, soit environ 30 % de sa production mondiale annuelle.
La France est le premier partenaire bilatéral du Niger en matière d'aide au développement. Ainsi, l'Agence française de développement (AFD) a déboursé 119,2 millions d’euros au Niger en 2022. Une somme qui porte à 801 millions d’euros les montants engagés par l’institution financière publique au Niger. Après le putsch de juillet 2023, le gouvernement français suspend son soutien financier.
En décembre 2023, le Mali et le Niger annoncent dans un communiqué conjoint dénoncer les accords visant à la non-double imposition avec la France. Les accords prennent fin « dans un délai de trois mois ».
En juin 2025, le régime militaire du Niger annonce la nationalisation de la Somaïr une filiale d'Orano.

### Sur le plan culturel et scientifique
Selon l'ambassade de France au Niger, on compte 1 200 expatriés français au Niger. De même, on compte une importante diaspora nigérienne en France : 4 300 personnes en 2017.
Le français est la langue officielle du Niger, qui quitte l'OIF le 17 Mars 2025.
L'Institut de recherche pour le développement et l'institut Pasteur encouragent la coopération scientifique entre les deux pays[réf. souhaitée].

### Sur le plan militaire
Sur les questions militaires, le président Mahamadou Issoufou donne carte blanche à l'armée française, qui dispose d’une base à Niamey. La forte proximité entre l'armée française et le gouvernement nigérien est critiquée par certains diplomates français, pour qui « parce que c’est ancré dans leur culture, les militaires pensent que, pour faire face à la menace terroriste, il faut un homme fort à la tête du pays. Ils ne veulent pas comprendre que le soutien apporté à des autocrates peut aussi pousser des personnes à rejoindre les groupes terroristes, ou du moins à en devenir des sympathisants ». 
En août 2023, le Niger dénonce « les accords de coopération dans le domaine de la sécurité et de la défense » avec la France, par un décret annonçant la fin des différents accords militaires et défense avec la France. En septembre 2023, la France fait de même en mettant fin aux accords de coopération militaire entre les deux pays depuis 1977.